# David M. Kennedy

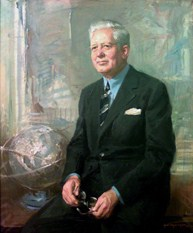
Porträt von David M. Kennedy im US-Finanzministerium

David Matthew Kennedy (* 21. Juli 1905 in Randolph, Utah; † 1. Mai 1996 in Salt Lake City, Utah) war ein US-amerikanischer Geschäftsmann, Diplomat und Politiker (Republikanische Partei), der dem Kabinett von US-Präsident Richard Nixon als Finanzminister angehörte.

## Studium und berufliche Laufbahn
Nach dem Schulbesuch absolvierte er ein Studium an der Weber State University, das er 1928 mit einem Bachelor of Arts (B. A.) abschloss. Nach einem zweijährigen Aufenthalt in England als Missionar der Kirche Jesu Christi der Heiligen der Letzten Tage (Mormonen) setzte er sein Studium an der George Washington University fort und schloss dieses 1935 mit einem Master of Arts (M. A.) ab. Ein zugleich absolviertes Studium der Rechtswissenschaften schloss er 1937 mit einem Doctor of Laws (LL.D.) ab. Anschließend absolvierte er noch ein Studium an der Stonier Graduate School of Banking der Rutgers University, das er 1939 mit einem Bachelor abschloss.
Bereits während seines Studiums war er von 1930 bis 1946 Mitarbeiter des Stabes der Gouverneure des Federal Reserve System (Fed) und stieg dort schließlich zum Assistenten des damaligen langjährigen Vorsitzenden des Fed, Marriner S. Eccles, auf. Nach dem Zweiten Weltkrieg begann er seine berufliche Laufbahn bei der Continental Illinois National Bank, in der er vom Mitarbeiter der Abteilung für Anleihen (Bond Department) zum Präsidenten und Direktor 1956 sowie schließlich zum Vorstandsvorsitzenden und CEO im Jahr 1959 aufstieg.

## Politische Laufbahn

### Regierungen von Eisenhower, Kennedy und Johnson
Zwischen 1953 und 1957 war er Sonderassistent des damaligen Finanzministers George M. Humphrey für Fragen des Schuldenmanagements in der ersten Regierung von Präsident Dwight D. Eisenhower.
Im Oktober 1962 ernannte ihn der nicht mit ihm verwandte US-Präsident John F. Kennedy zum Mitglied einer Privatgesellschaft, die den Anteil der USA an einem weltweiten Satellitensystem verwalten sollte. In dieser Gesellschaft wurde er schließlich 1964 in den Geschäftsführenden Vorstand gewählt. 1969 berief ihn Präsident Lyndon B. Johnson zum Vorsitzenden der Kommission für Haushaltskonzepte. Die Empfehlungen dieser Kommission wurden letztlich als Standardpraxis der Haushaltsführung der Regierung übernommen.

### Finanzminister und Botschafter unter Präsident Nixon

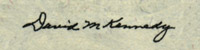
Unterschrift von Kennedy auf US-$-Banknoten

Nach der Wahl von Richard Nixon zum US-Präsidenten berief ihn dieser am 22. Januar 1969 als Secretary of the Treasury in sein Kabinett. Dieses Amt übte Kennedy bis zu seiner Ablösung durch John Connally am 11. Februar 1971 aus.
Danach wurde er Sonderbotschafter mit Kabinettsrang, ehe er von März 1972 bis Februar 1973 als Botschafter der Vereinigten Staaten bei der NATO fungierte. Später war er von 1976 bis 1990 Vorsitzender des von ihm 1976 gegründeten USA-Taiwan-Wirtschaftsrates. Ihm zu Ehren wurde das David M. Kennedy Zentrum für Internationale Studien der Brigham Young University in Provo benannt.